# Nina Baltromei
Nina Baltromei (* 7. Juli 1998) ist eine deutsche Galopprennreiterin. Als erste weibliche Reiterin gewann sie 2025 auf dem Hengst Hochkönig das Deutsche Derby, das wichtigste deutsche Galopprennen.

## Karriere
Nina Baltromei ist die Tochter des 2012 verstorbenen Galopptrainers Werner Baltromei. Ihren ersten Ritt absolvierte sie als Amateurrennreiterin am 5. November 2014 auf der Bremer Galopprennbahn. Sie bestritt danach aber nur einen weiteren Ritt und kehrte erst 2023 wieder als Amateurrennreiterin in den Rennsport zurück.  Sie war bereits viele Jahre am Stall der Trainerin Yasmin Almenräder als Arbeitsreiterin beschäftigt. Almenräder hatte den Stall von Baltromeis Vater auf der Mülheimer Galopprennbahn übernommen. Da am Stall beschäftigte Arbeitsreiter bis 2022 nicht als Amateurrennreiter tätig sein durften, konnte sie in dieser Zeit keine Rennen bestreiten. Nach Auflösung der Regel gelangen ihr bis Juni 2025 45 Siege als Amateurrennreiterin. Darunter war mit dem Hengst Lazio im Großen Preis der Sparkasse Hannover auch ein Sieg in einem Listenrennen. 2024 wurde sie Championesse der Amateurrennreiterinnen. Am 9. Juni 2025 wurde sie auf dem von Yasmin Almenräder trainierten Hengst Hochkönig zweite im Kölner Unionrennen.
Am 16. Juni 2025 begann sie ihre Ausbildung und wechselte dadurch ins Profi-Lager.
Am 6. Juli 2025 gewann sie auf dem Hengst Hochkönig das Deutsche Derby und schrieb als erste siegreiche Reiterin deutsche Galoppgeschichte. Es war zugleich ihr 50. Sieg in einem Galopprennen.